# Флаг Эвенкийского автономного округа
Флаг Эвенки́йского автономного округа — флаг бывшего субъекта Российской Федерации. С 1 января 2007 года Эвенкийский автономный округ и Красноярский край, слившись, образовали единый субъект Российской Федерации — Красноярский край, и данный флаг стал флагом Эвенкийского муниципального района.

## Описание
«Флаг Эвенкийского автономного округа представляет собой прямоугольное полотнище, состоящее из трёх разновеликих полос: верхней — голубого, средней — белого и нижней — синего цвета. В центре флага, на белой полосе располагается символическое изображение солнца красного цвета. Отношение ширины флага к его длине — 2:3; ширины белой полосы к ширине флага 1:3,4; ширины голубой и синей полосы к ширине флага 1:5,4. В центре флага изображён круглый коврик — кумалан, олицетворяющий образ солнца. Цвета: голубой, белый и синий — основные цвета полярного дня и ночи».
«Флаг Эвенкийского автономного округа представляет собой прямоугольное полотнище, состоящее из трёх полос: голубой, белой и тёмно-синей (в соотношении 27:34:27). В центре бело-красное изображение „кумалана“ c восемью спицами. Голубой, белый и синий — цвета полярной ночи. „Кумалан“ — национальный эвенкийский коврик. Соотношение сторон флага — 1:2».